# ㄿ
ㄿ(리을피읖)은 한글 자모의 ㄹ과 ㅍ을 겹쳐 놓은 것이다. 끝소리로만 쓰이고 첫소리로는 쓰이지 않는다. 
어말이나 닿소리 앞에서는 ㅂ으로 소리나고, 다음 음절이 홀소리로 시작되는 경우는 ㄹ 다음 음절 첫소리가 ㅍ이 된다.
- 읊다 → [읍따]
- 읊어 → [을퍼]
- 읊으니 → [을프니]
- 읊고 → [읍꼬]
- 읊는 → [음는]
- 읊지 → [읍찌]

현대 한국어에서는 ‘읊다’, ‘읊조리다’ 이 두 낱말에서만 1 글자(읊)로 쓰인다. ㄽ은 ㄿ보다 빈도가 훨씬 적지만 5 단어, 2 글자(곬, 옰)에 쓰인다. 한편 ㄾ은 '핥', '홅', '훑'의 세 글자에 쓰인다. 

## 코드 값
| 종류                  | 종류           | 글자   | 유니코드 | HTML     |
| --------------------- | -------------- | ------ | -------- | -------- |
| 한글 호환 자모        | 한글 호환 자모 | ㄿ     | U+313F   | &#12607; |
| 한글 자모 영역        | 첫소리         | (없음) | (없음)   | (없음)   |
| 한글 자모 영역        | 끝소리         | ᅟᅠᆵ     | U+11B5   | &#4533;  |
| 한양 사용자 정의 영역 | 첫소리         | (없음) | (없음)   | (없음)   |
| 한양 사용자 정의 영역 | 끝소리         |     | U+F8A5   | &#63653; |
| 반각                  | 반각           | ﾯ      | U+FFAF   | &#65455; |

## 정보
| 자명 | 리을피읖（남） 리을피읖（북）                                                                                               |
| 발음 | 어중 : [ ɭpʰ ], 어말 : [ p ̚ ], 어중 구개음화 : [ ɭpʲʰ ]（남） 어중 : [ lpʰ ], 어말 : [ p ̚ ], 어중 구개음화 : [ lpʲʰ ]（북） |
| 이음 | 후행 자음이 평음일 경우 평음이 경음으로 된다.                                                                               |